# Algemene begraafplaats van IJzendijke
De Algemene begraafplaats van IJzendijke is een gemeentelijke begraafplaats in de Nederlandse plaats IJzendijke in de provincie Zeeland. Ze ligt aan de Mauritsweg op 250 m ten noorden van het dorpscentrum (Markt). De begraafplaats heeft een lange rechthoekige plattegrond en wordt omgeven door een haag en bomen. De toegang bestaat uit een dubbel smeedijzeren hek tussen bakstenen zuilen. Er loopt een centraal pad vanaf de toegang tot het einde van de begraafplaats met aan weerszijden percelen afgebakend door hagen.

## Nederlandse oorlogsgraven

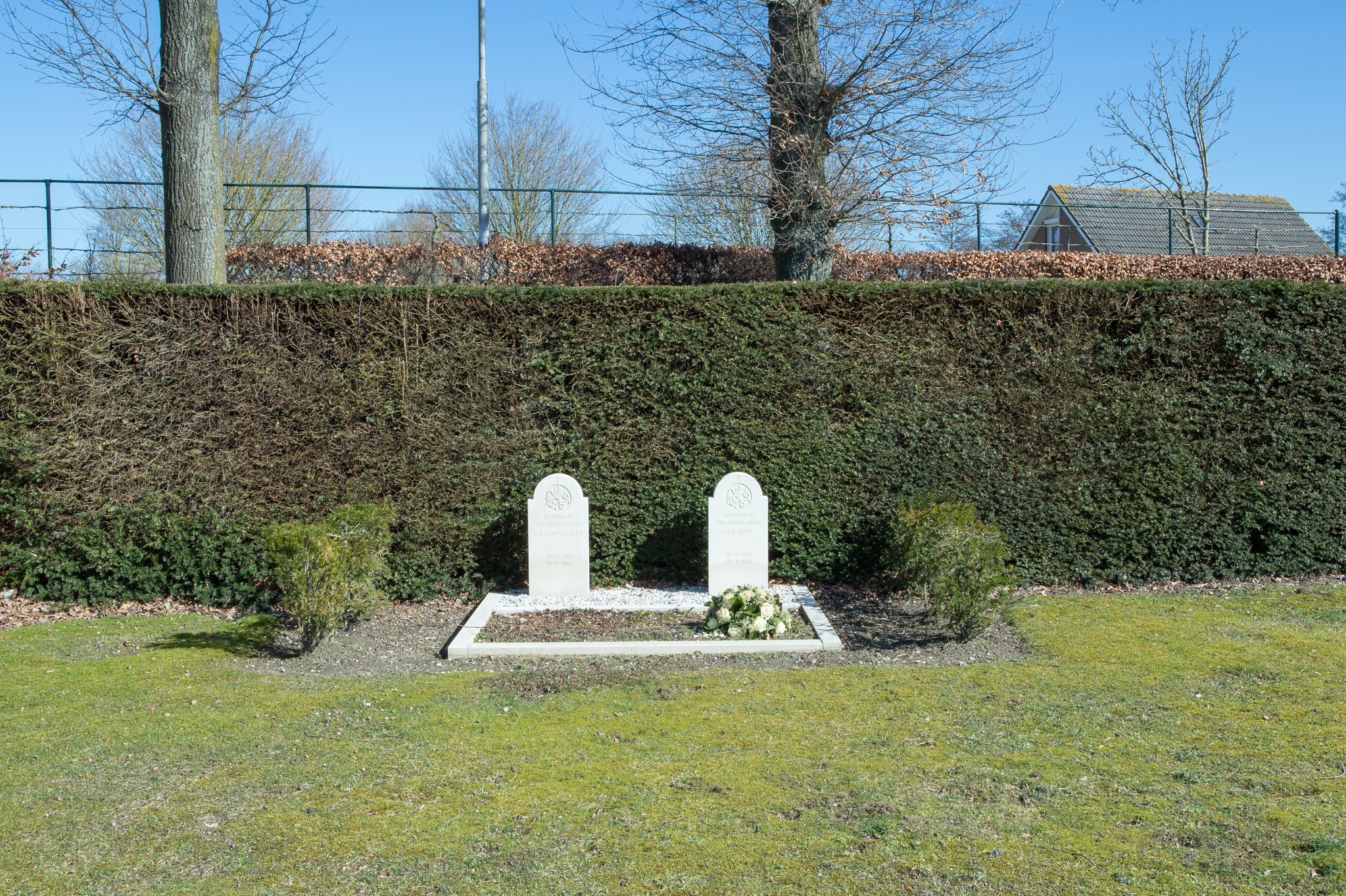
Nederlandse oorlogsgraven

Op de begraafplaats ligt een perk met 2 Nederlandse gesneuvelden uit de Tweede Wereldoorlog. Het zijn de graven van J.C. Neve en L.F. van Pamelen.

## Britse militaire graven
Op de begraafplaats ligt een perk met 2 oorlogsgraven uit de Tweede Wereldoorlog. Het zijn 2 bemanningsleden van een bommenwerper die werd neergeschoten op 9 oktober 1943. De graven zijn van de Britse luitenant Robert Winstone Smith en de Canadese officier Charles Grant McDonald. Hun graven worden onderhouden door de Commonwealth War Graves Commission en zijn daar geregistreerd onder IJzendijke General Cemetery.